# Bumkey
Kwon Ki Bum (hangeul: 권기범, né le 22 septembre 1984), connu sous le nom de Bumkey (hangeul: 범키), est un chanteur sud-coréen de R&B signé sous Brand New Music. Il a fait ses débuts musicaux en 2010 au sein du duo hip-hop 2winS et fait actuellement partie du quartette de R&B et hip-hop sud-coréen Troy,.

## Vie et carrière
Kwon Ki Bum est né le 22 septembre 1984 à Séoul. Sa famille déménage à Los Angeles en 1999, où il vivra pendant cinq ans avant de retourner seul en Corée en 2004 afin de poursuivre une carrière musicale,.
Au début de sa carrière, il participe à des chansons venant à la fois du hip-hop underground et du hip-hop mainstream comme avec des artistes tels que Dynamic Duo, Brown Eyes et Epik High, où il sera crédité comme Kwon Ki Bum ou Bumkey. Cependant, après avoir subi une opération des cordes vocales pour traiter des maux de gorge chroniques, il a été incapable de parler. Il a mis deux ans avant de pouvoir chanter à nouveau.
En 2010, Bumkey débute en tant que membre du duo 2winS (hangeul: 투윈스) avec TopBob, ancien membre du groupe hip-hop TBNY. Le duo a participé activement à des promotions sur les plateaux des émissions musicales coréennes avec Supreme Team et sur de nombreux programmes radios variés tout au long de l'année 2010. Bumkey a également participé à des chansons de Paloalto, Dok2, SouLime et Dynamic Duo.
Après avoir signé avec Brand New Music, Bumkey a fait ses débuts solo avec le single "Bad Girl" en avril 2013. La chanson a été produite par Primary et on peut noter la participation de E-Sens du groupe Supreme Team. Bumkey a sorti son deuxième single "Attraction" en août avec Ellin de Crayon Pop dans le clip de la chanson. La chanson fut un succès, se classant cinquième sur l'Instiz iChart (une collation de tous les classements musicaux coréens en temps réel), pour la troisième semaine d'août et dans le haut du classement du Gaon Digital Singles Chart,. Bumkey a fait une performance lors du concert des Crayon Pop, PopCon, qui s'est tenu le 30 octobre à Séoul.
En 2014, Brand New Music présente son nouveau groupe de hiph-hop Troy, avec Bumkey à sa tête. Bumkey a pris part à une tournée mondiale en mai (pour l'Asian Music Festival) avec Verbal Jint, Beenzino, Sanchez et l'autre membre de Troy nommé Kanto. Ils ont joué dans des villes comme New York, Seattle, Los Angeles et Sydney. Il a épousé l'ex-membre de Planet Shiver, Kang Da-hye, en juin.
En octobre, Bumkey est arrêté et accusé de vente et prise de substances illégales, plus précisément de l'ecstasy et du Philopon, un type de méthamphétamine. Bumkey a rejeté les accusations, et a été reconnu non coupable par la justice en avril 2015.

## Discographie

### Singles
| Année | Titre                               | Artiste(s)                                          | Meilleure position | Ventes          |
| Année | Titre                               | Artiste(s)                                          | COR                | Ventes          |
| ----- | ----------------------------------- | --------------------------------------------------- | ------------------ | --------------- |
| 2012  | "Love Song"                         | Bumkey (avec Rhythmking)                            |                    |                 |
| 2013  | "Bad Girl"                          | Bumkey (feat. E-Sens)                               | 2                  | COR: 1,184,703+ |
| 2013  | "Attraction"                        | Bumkey (feat. Dynamic Duo)                          | 1                  | COR: 944,002+   |
| 2013  | "Only for You"                      | Bumkey (avec Verbal Jint)                           | 4                  | COR: 409,461+   |
| 2013  | "이별의 그늘 (Shade of a Break up)" | Bumkey (avec San E) [original par Yoon Sang]        |                    |                 |
| 2014  | "Don't Be Happy"                    | Bumkey (avec Mamamoo)                               | 20                 | COR: 195,144+   |
| 2014  | "Home"                              | Bumkey                                              | 5                  | COR: 356,442+   |
| 2014  | "How Much is Your Love"             | Bumkey (avec Wheesung, feat. Jessi)                 | 15                 | COR: 89,078+    |
| 2014  | "You Make Me Feel Brand New"        | Verbal Jint, San E, Bumkey, Swings, Phantom & Kanto | 13                 |                 |
| 2015  | "My Everything"                     | Bumkey                                              | 6                  | COR: 107,460+   |
| 2015  | "Loveline"                          | Bumkey (avec Hyorin & Jooyoung)                     | 27                 |                 |
| 2016  | "Better Man"                        | Bumkey (feat. Tablo)                                | 30                 |                 |

### En tant qu'artiste participatif
| Année | Titre                                        | Artiste                                                       |
| ----- | -------------------------------------------- | ------------------------------------------------------------- |
| 2005  | "Love is"                                    | Dynamic Duo (feat. T & Kwon Ki Bum)                           |
| 2006  | "Without U"                                  | TBNY (feat. Kwon Ki Bum)                                      |
| 2006  | "부재 (Absence)"                             | All Black (Dok2 & Microdot) (feat. Bumkey)                    |
| 2006  | "This is Me"                                 | The Name (feat. Bumkey)                                       |
| 2008  | "잔상"                                       | TBNY (feat Kwon Ki Bum & DJ Friz)                             |
| 2009  | "잔돈은 됐어요"                              | Dynamic Duo (feat. Gary & Bumkey)                             |
| 2009  | "왜 벌써가"                                  | Dynamic Duo (feat. Bumkey)                                    |
| 2009  | "Starlight Love"                             | HybRefine (feat. Kwon Ki Bum)                                 |
| 2010  | "Tequilla Sunrise"                           | HybRefine (feat. Bumkey de 2winS & Rhyme A)                   |
| 2010  | "바보 (Fool)"                                | Epik High (feat. Bumkey)                                      |
| 2010  | "Super Lady"                                 | Supreme Team (feat. Bumkey de 2winS)                          |
| 2010  | "Dreamer"                                    | Paloalto (feat. Bumkey de 2winS)                              |
| 2011  | "Leaving"                                    | B Free (feat. Bumkey)                                         |
| 2011  | "밑바닥에서 (Try)"                           | Tablo (feat. Bumkey)                                          |
| 2011  | "Goodday"                                    | Dok2 (feat. Bumkey)                                           |
| 2011  | "Salute"                                     | Dok2 & Double K feat. Bumkey                                  |
| 2011  | "심술쟁이"                                   | Yankie (feat. 2winS)                                          |
| 2012  | "Love"                                       | Primary (feat. Bumkey & Paloalto)                             |
| 2012  | "Too Late"                                   | 2LSON (feat. Bumkey & Paloalto)                               |
| 2012  | "The Lady"                                   | 2LSON (feat. Bumkey & Dok2)                                   |
| 2012  | "With U"                                     | SouLime (feat. Bumkey & Soul Dive)                            |
| 2012  | "별사탕 (Star Candy)"                        | Eluphant (feat. Bumkey)                                       |
| 2012  | "Christmas Without You (너 없는 크리스마스)" | Bizniz (feat. Bumkey)                                         |
| 2012  | "Can't Let You Go"                           | Dok2 (feat. Bumkey)                                           |
| 2012  | "Hello"                                      | Leo Kekoa (feat. Bumkey)                                      |
| 2012  | "Single Man"                                 | Bizniz (feat. Bumkey)                                         |
| 2013  | "Think About You"                            | Rhythmking (feat. Bumkey, Ye Eun, & Shorry J de Mighty Mouth) |
| 2013  | "뿔"                                         | P Type (feat. Bumkey)                                         |
| 2013  | "Special Girl"                               | Infinite H (feat. Bumkey)                                     |
| 2013  | "우리 무슨 사이야? (What Are We?)"           | As One (feat. Bumkey)                                         |
| 2013  | "Walking in the Rain"                        | Verbal Jint (feat. Bumkey)                                    |
| 2014  | "Body Language"                              | San E (feat. Bumkey)                                          |
| 2014  | "Fxxk U"                                     | Ga-in (feat. Bumkey)                                          |
| 2014  | "너만 보여 (Darling)"                        | TopBob (feat. Bumkey)                                         |
| 2014  | "What Could I Do"                            | MC Mong (feat. Bumkey)                                        |

## Prix et nominations
| Année | Travail nommé | Catégorie                        | Prix                         | Résultat   |
| ----- | ------------- | -------------------------------- | ---------------------------- | ---------- |
| 2013  | Bumkey        | Artiste R&B de l'année           | HIPHOPPLAYA Awards           | Lauréat    |
| 2013  | Bumkey        | Meilleur nouvel artiste masculin | Mnet Asian Music Awards 2013 | Nomination |